# Лудвика
Лудвика (на шведски: Ludvika) е град в Швеция.

## География
Град Лудвика е разположен в централна Швеция, по южния бряг на езерото Весман и устието на река Лудвика, лен Даларна. Той е главен административен център на едноименната община Лудвика. Население 14 498 жители от преброяването през 2010 г.

## История
Градът е основан през 1539 г. от около 30 – 50 жители. Признат е за град през 1919 г. Лудвика е един от 133-те града на Швеция, които имат статут на исторически градове.

## Побратимени градове
- Иматра, Финландия
- Бад Хонеф Германия

## Личности, родени в Лудвика
- Кий Марсело (р.1960), рокмузикант, китарист свирил с „Юръп“